# Magdalena Sibylla von Neitschütz

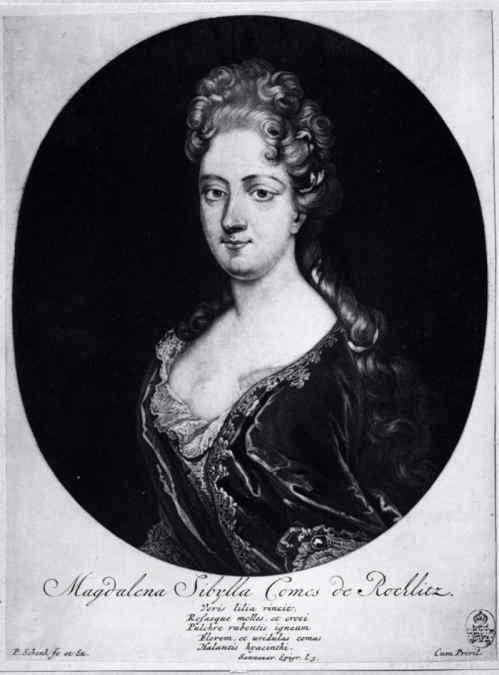
Magdalena Sibylla von Neitschütz als Reichsgräfin von Rochlitz, um 1693

Magdalena Sibylla von Neitschütz, ab 1693 Magdalena Sibylla Gräfin von Rochlitz (* 8. Februar 1675; † 4. April 1694 in Dresden) war Mätresse des sächsischen Kurfürsten Johann Georg IV., auf dessen Betreiben sie vom Kaiser zur Gräfin von Rochlitz nobilitiert wurde.

## Familie
Magdalena Sibylla war die Tochter des Obersten und späteren kursächsischen Generalleutnants Rudolph von Neitschütz (1627–1703) und seiner Gemahlin Ursula Margarethe von Haugwitz („die Generalin“, 1650–1713), der Schwester des Oberhofmarschalls Friedrich Adolph von Haugwitz (1637–1705). Rudolf von Neitschütz diente als Major und ab 1673 Oberst der kurprinzlichen Leibgarde zu Pferde, bevor er 1686 zum Generalleutnant befördert wurde.
Da Ursula Margarethe schon vor ihrer Ehe einen vertrauten Umgang mit dem Kurprinzen Johann Georg (III.) pflegte und sich ihr Gemahl im Frühjahr 1674 noch auf einem Rheinfeldzug befunden haben soll (und Johann Georg angeblich nicht), kam das Gerücht auf, dass Magdalena Sibylla eine illegitime Tochter des Kurprinzen war. Es wurde dadurch genährt, dass das Kind die Vornamen von Mutter und Großmutter des Kurprinzen bekam.

## Leben
Magdalena Sibylla wuchs im Umfeld des sächsischen Hofes auf, da ihre Eltern Stellung und Wohnsitz in Dresden hatten bzw. das Hofleben dem Leben auf ihren Gütern in der Oberlausitz vorzogen. Sie wurde von der Kurfürstin Anna Sophie (1647–1717) mitunter als Gesellschafterin ins Schloss gerufen und begegnete so 1687 dem Kurprinzen Johann Georg (IV.), der sich nach der Rückkehr von den damals üblichen Kavaliersreisen in Dresden aufhielt und sich in sie verliebte.
Die entstehende Liebesbeziehung wurde von Seiten des Kurfürstenpaares zunächst mit einer Reihe von Maßnahmen unterdrückt, zu denen die Mitnahme des Prinzen auf den neuen Rheinfeldzug (1689, 1691) und das Arrangement einer Italienreise (1690) gehörten, ebenso wie die unehrenhafte Entlassung des (an der Affäre unbeteiligten) Rudolf von Neitschütz.
Als Johann Georg IV. 1691 den Thron bestieg, gelang es Magdalena Sibylla als Mätresse (Johann Georg IV. setzte am 19. Oktober 1691 sogar eigenhändig ein „Eheverbündnis“ auf), sich und ihrer Familie in kürzester Zeit erheblichen Einfluss am Hof zu verschaffen. Sie repräsentierte neben der offiziellen Gemahlin Eleonore von Sachsen-Eisenach und versuchte, ihrem Umfeld wichtige Posten zukommen zu lassen oder sich durch Zahlungen Dritter beim Kurfürsten für diese einzusetzen.
Am 4. Februar 1693 wurde sie auf Betreiben des Kurfürsten, mittels Bestechungsgeldern in Höhe von 40.000 Talern sowie 12.000 Mann Hilfstruppen für den Kaiser Leopold I., zur Gräfin von Rochlitz erhoben. Zudem schenkte der Kurfürst ihr neben anderen Gütern und Grundstücken das Rittergut Pillnitz (1694) sowie das spätere Fürstenbergsche Haus in Dresden (1692).
Im Herbst 1693 traten bei ihr jedoch schwere Krankheitsanzeichen und Magenkrämpfe auf, die immer wiederkehrten und dazu führten, dass sie ab März 1694 bettlägerig wurde und schließlich am 4. April 1694 19-jährig wahrscheinlich an einer – bis heute nicht bewiesenen – Vergiftung verstarb. Offiziell gelten die Pocken als Todesursache, jedoch ist zur besagten Zeit laut Seuchenakten keine Pocken-Epidemie in Sachsen verzeichnet. Sie wurde zunächst in der Gruft der Sophienkirche bestattet.
Der Kurfürst Johann Georg IV. starb wenige Wochen später.

## Postumer Hexenprozess
Johann Georgs Bruder und Nachfolger, Friedrich August I., strengte (mit Blick auf die öffentliche Meinung und seine Finanzen) einen postumen Hexenprozess gegen die Familie Neitschütz und ihre Anhänger an und ließ den Sarg öffnen, um Magdalena Sibyllas sterbliche Überreste auf Anzeichen von Hexerei untersuchen zu lassen. Ihr Leichnam wurde anschließend anonym beigesetzt. Ursula Margarethe wurde (im ersten Grad, d. h. mit Banden und Daumenschrauben) gefoltert und nach ihrer Haft auf der Festung Königstein (bis November 1699, wegen unrechtmäßiger Bereicherung) schließlich auf ihre Güter verbannt. Die Besitztümer Magdalena Sibyllas und Ursula Margarethes wurden eingezogen. Vermeintliche Helfershelfer niederen Ranges wurden schwer gefoltert und bestraft.

## Nachkommen
Im Juni 1693 gebar sie Johann Georg IV. in Frankfurt eine Tochter, Wilhelmine Marie Friederike von Rochlitz († um 1760), die der Kurfürst vertraglich legitimierte und für die das englische Königspaar Wilhelm III. und Maria II. die Taufpatenschaft übernahmen. Sie wurde 1721 mit dem Grafen Piotr Świętosław von Dunin, Castellan zu Radom († 1736), verheiratet und bekam fünf Kinder.

## Wappen der Reichsgräfin von Rochlitz
Magdalena Sibylla erhielt bei der Erhebung in den Reichsgräfinnenstand vom Kaiser ein erweitertes Wappen verliehen: der Schild ist geviert, in Feldern 1 und 4 das Stammwappen derer von Neitschütz, in Feld 2 und 3 auf Gold drei schwarze Rochen (Grafschaft Rochlitz). Darauf als Herzschild das sächsische Rautenkranzwappen.